# Gustave Carels
Gustave Carels (Gent, 28 juli 1842 - Sint-Joost-ten-Node, 24 juni 1911) was een Belgisch industrieel.

## Levensloop
Gustave was een zoon van Charles-Louis Carels, stichter van de metaalfabriek Carels in Gent. In 1873 nam hij de leiding van het familiebedrijf over en bouwde het uit tot een internationale speler in de bouw van stoommachines en spoorweglocomotieven. In 1894 verwierf hij een patent voor de bouw van de dieselmotor. In 1905 kwam een 500 pk motor in productie, toen de krachtigste ooit gebouwd.
Samen met Adolphe Dubois richtte hij de Carelsschool voor metaalbewerking op.
Hij was de belangrijkste initiatiefnemer van de Wereldtentoonstelling van 1913 in Gent.